# Grajera
Grajera è un comune spagnolo di 107 abitanti situato nella comunità autonoma di Castiglia e León.